# Polarització electromagnètica
En electrodinàmica clàssica, la polarització electromagnètica (o simplement polarització) és una característica de les ones, com la llum o altres radiacions electromagnètiques, que descriu la direcció de travessa d'un camp elèctric. De manera més general, la polarització d'una ona transversal descriu la direcció d'oscil·lació en el pla perpendicular a la direcció en què viatja l'ona. A diferència de fenòmens més familiars com les ones a l'aigua o les ones acústiques, que són ones longitudinals, no presenten polarització perquè en aquest tipus d'ones la direcció de l'oscil·lació és la mateixa que la de desplaçament de l'ona.
En una ona electromagnètica, tant el camp elèctric com Camp magnètic són oscil·lants, però en diferents direccions; ambdues perpendiculars entre si i perpendiculars a la direcció de propagació de l'ona. Per convenció, el pla de polarització de llum es refereix a la polarització del camp elèctric.

## Camp elèctric i camp magnètic d'una ona electromagnètica
Una ona electromagnètica és una ona transversal composta per un Camp elèctric i un Camp magnètic simultàniament. Ambdós camps oscil·len perpendicularment entre si; les Equacions de Maxwell modelen aquest comportament.
Habitualment es decideix per conveni que per l'estudi de la polarització electromagnètica es pari atenció exclusivament al camp elèctric, ignorant el camp magnètic, ja que el vector del camp magnètic pot obtenir-se a partir del vector del camp elèctric, ja que és perpendicular i proporcional a ell.

## Polarització d'ones planes
La manifestació més simple de polarització que es pot observar és la d'una ona plana, que és una bona aproximació per a molts tipus d'ones lluminoses (una ona plana és una ona amb un front d'ona infinit en longitud i amplitud. Totes les ones electromagnètiques es propaguen al buit o en un material uniforme d'extensió infinita amb camps, elèctric i magnètic, que són perpendiculars a la direcció de propagació.
El vector camp elèctric pot ser dividit arbitràriament en dos components perpendiculars anomenades x i y; z indicaria la direcció del desplaçament de l'ona. Per a una ona harmònica simple, a la qual l'amplitud del vector camp elèctric varia d'una manera sinusoidal, els dos components ({\displaystyle x,y}) tenen la mateixa freqüència. No obstant això, aquests dos components tenen altres dues característiques definidores que poden ser diferents. Primera, els dos components poden no tenir la mateixa amplitud. Segona, els dos components poden no tenir la mateixa fase, és a dir, no assoleixen els seus màxims i mínims al mateix temps.

## Tipus de polarització
Una descripció de l'estat de polarització seria la forma que traçaria sobre un pla fix el vector de camp elèctric a mesura que una ona plana el recorre, aquesta traça seria una corba de Lissajous.

Ona lluminosa amb un camp magnètic i un camp elèctric i un angle recte entre ambdós (en el cas d'una polarització rectilínia).

La figura que descriu el camp elèctric és una el·lipse, que pot esdevenir un cercle o aplanar-se en una línia. Aquestes diferents formes defineixen l'estat de polarització de l'ona, es parla d'ones polaritzades linealment, el·lípticament o circularment. Les tres imatges següents il·lustren l'evolució del camp elèctric per a cadascun dels tres casos:
| Polarització rectilínia | Polarització circular | Polarització el·líptica |
| Rectilini               | Circular              | El·líptic               |

A més, les ones es propaguen i, per tant, l'el·lipse que descriu el camp elèctric {\displaystyle {\vec {E}}} és en realitat una hèlix. Les següents imatges mostren en tres dimensions alguns exemples de l'evolució del vector camp elèctric (en blau) al llarg del temps (l'eix vertical), amb els seus components x i y (vermell/esquerra i verd/dreta) i la traça que deixa el vector sobre el pla (porpra):
Cada un dels tres exemples correspon a un tipus de polarització.
A la figura de l'esquerra, la polarització és lineal, i l'oscil·lació del pla perpendicular a la direcció de propagació es produeix al llarg d'una línia recta. Es pot representar cada oscil·lació descomponent-la en dos eixos X i Y. La polarització lineal es produeix quan ambdós components estan en fase (amb un angle de desfasament nul, quan els dos components arriben als seus màxims i mínims simultàniament) o en contrafase (amb un angle de desfasament de 180°, quan cada un dels components arriba als seus màxims a la vegada que l'altre arriba als seus mínims). La relació entre les amplituds d'ambdós components determina la direcció de l'oscil·lació, que és la direcció de la polarització lineal.
A la figura central, els dos components ortogonals tenen exactament la mateixa amplitud i estan desfasades exactament 90°. En aquest cas, un component s'anul·la quan l'altre assoleix la seva amplitud màxima o mínima. Existeixen dues possibles relacions que satisfan aquesta exigència, de forma que el component X pot estar 90° avançat o retrassat respecte al component Y. El sentit (horari o antihorari) en el que gira el camp elèctric depèn de quina d'aquestes dues relacions s'esdevingui. En aquest cas especial, la trajectòria traçada en el pla per la punta del vector del camp elèctric, té la forma d'una circumferència, per la qual cosa en aquest cas es parla de polarització circular.
A la figura de la dreta, es representa la polarització el·líptica. Aquest tipus de polarització correspon a qualsevol altre cas diferent als anteriors, és a dir, els dos components tenen diferents amplituds i l'angle de desfasament entre elles és diferent a 0° i a 180° (no estan en fase ni en contrafase)

### Com determinar la polarització d'una ona plana
Per descobrir el tipus de polarització de l'ona, és necessari analitzar el camp (elèctric o magnètic). L'anàlisi es realitzarà pel camp elèctric, però és similar al del camp magnètic. L'amplitud d'ona sempre va en la direcció de la polarització de l'ona. És per això que és necessari analitzar-la per veure quin tipus de polarització tenim.
Es pot descompondre l'amplitud d'ona com la suma d'un vector paral·lel al pla d'incidència i un altre vector perpendicular a aquest pla.

## Radiació incoherent
A la natura, la radiació electromagnètica és produïda sovint per un gran conjunt de radiadors individuals que produeixen ones de manera independent. Aquest tipus de llum rep el nom d'incoherent. En general no hi ha una única freqüència sinó un espectre de diverses freqüències presents, i fins i tot filtrant arbitràriament per una gamma estreta de freqüències arbitràries és possible que no hi hagi un estat consistent de polarització. Tanmateix, això no significa que la polarització sigui tan sols una característica de la radiació coherent. La radiació incoherent pot mostrar una correlació estadística entre els components del camp elèctric, això es pot interpretar com una polarització parcial. En general és possible descriure un camp d'ona com la suma de la part incoherent (sense correlacions) i de la part polaritzada. Llavors podem descriure la llum en termes del grau de polarització i dels paràmetres de la polarització el·líptica.

## Obtenció de llum polaritzada
A continuació s'explicaran breument alguns dels procediments experimentals que permeten l'obtenció de llum polaritzada a partir d'una emissió de llum natural. Per obtenir llum polaritzada linealment s'ha de fer que el vector elèctric vibri en un únic pla (pla de polarització) dels que contenen la direcció de la propagació.
Existeixen diferents mètodes per obtenir llum polaritzada: absorció selectiva, per reflexió, refracció i per difusió.

### Polarització per absorció selectiva
Alguns materials absorbeixen selectivament un dels components transversals del camp elèctric d'una ona. Aquesta propietat es denomina dicroisme. La llum experimenta una absorció en certs estats de polarització. El terme dicroisme prové de les observacions fetes en èpoques molt primerenques de la teoria òptica sobre certs vidres, tals com la Turmalina. En aquests vidres, l'efecte del dicroisme varia en gran manera amb la longitud d'ona de la llum, fent que apareguin diferents colors associats a la visió de diferents colors amb diferents plans de polarització. Aquest efecte també és anomenat pleocroisme, i la tècnica es fa servir en mineralogia per identificar els diferents minerals. En alguns materials, tals com l'herapatita (sulfat de iodoquinina) o les capes Polaroid, l'efecte no és tan fortament dependent de la longitud d'ona, i aquesta és la raó per la qual el terme dicroic s'utilitza molt poc.
El dicroisme ocorre també com a fenomen òptic en els cristalls líquids, degut en part a l'anisotropia òptica que presenten les estructures moleculars d'aquests materials. A aquest efecte se'l va denominar posteriorment "efecte hoste-convidat" (guest-host effect en anglès).

### Polarització per reflexió
En reflectir-se un feix de llum no polaritzat sobre una superfície, la llum reflectida pateix una polarització parcial de forma que el component del camp elèctric perpendicular al pla d'incidència (pla que conté la direcció del raig d'incidència i el vector normal a la superfície d'incidència) té major amplitud que el component contingut en el pla d'incidència.
Quan la llum incideix sobre una superfície no absorbent amb un determinat angle, el component del camp elèctric paral·lel al pla d'incidència no és reflectit. Aquest angle, conegut com a angle de Brewster, en honor del físic britànic David Brewster, s'assoleix quan el raig reflectit és perpendicular al raig refractat. La tangent de l'angle de Brewster és igual a la relació entre els Índex de refracció del segon i el primer mitjà.

### Polarització per birefringència
La birefringència o doble refracció és una propietat de certs cossos, com l'Espat d'Islàndia, de desdoblar un raig de llum incident en dos rajos linealment polaritzats de manera perpendicular entre si com si el material tingués dos Índex de refracció diferents.
La primera de les dues direccions segueix les lleis normals de la Refracció i s'anomena raig ordinari; l'altra té una velocitat i un índex de refracció variables i s'anomena raig extraordinari. Aquest fenomen només pot tenir lloc si l'estructura del material és anisótropa. Si el material té un sol eix d'anisotropia, (és a dir, és uniaxial), la birefringència pot formalitzar-se assignant dos índex de refracció diferents al material per a les diferents polaritzacions.
La birefringència també pot aparèixer en materials magnètics, però són estranyes les variacions substancials en la Permeabilitat magnètica de materials. El paper de Cel·lofana és un material birefringent comú.

## Polarització en naturalesa, ciència i tecnologia

### Efectes de la polarització a la vida diària
La llum reflectida sobre materials brillants transparents és parcialment o totalment polaritzada, excepte quan la llum incideix en direcció normal (perpendicular) a la superfície reflectant. Un Filtre polaritzador, com el d'unes ulleres de sol polaritzades, pot utilitzar-se per observar aquest fenomen fent girar el filtre i mirant a través d'ell. Per a determinats angles, s'atenuarà la llum o serà totalment bloquejada. Els filtres polaritzadors bloquegen el pas de llum polaritzada a 90° respecte al pla polaritzador del filtre. Si dos filtres polaritzadors (polaritzador i analitzador) es col·loquen l'un davant de l'altre de manera que tots dos siguin travessats per un feix de llum que no estava polaritzat prèviament, la Intensitat lluminosa del feix que surt del segon filtre serà proporcional al cosinus de l'angle que formen els plans polaritzadors d'ambdós filtres entre si. Si aquest angle és de 90°, el pas de la llum és bloquejat.
La polarització per dispersió pot observar-se quan la llum passa per l'Atmosfera terrestre. La dispersió de la llum produeix la resplendor i el color quan el cel és clar. Aquesta polarització parcial de la llum dispersada pot ser utilitzada per enfosquir el cel a les fotografies, augmentant el contrast. Aquest efecte és fàcil d'observar durant la posta de sol, quan l'horitzó forma un angle de 90° respecte a la direcció de l'observador cap al sol. Un altre efecte fàcilment observat és la reducció dràstica de la resplendor de les imatges del cel reflectides sobre superfícies horitzontals, que és la raó principal per la que sovint s'utilitzen filtres polaritzadors en ulleres de sol. També es pot veure amb freqüència que un filtre polaritzador mostri alguns Arcs de Sant Martí a causa de la dependència del color dels efectes de la birefringència, per exemple a les finestres de vidre laminat dels automòbils o en articles fets de plàstic transparent. El paper desenvolupat per la polarització en una pantalla Lcd pot veure's amb unes ulleres de vidre polaritzat, que redueixen el contrast fins i tot fins a fer la visió de la pantalla il·legible.

### Biologia
Molts animals poden ser capaços de percebre la polarització de llum, utilitzant aquesta habilitat amb objectius de navegació, ja que la polarització lineal de la llum del cel és sempre perpendicular a la direcció del sol. Aquesta capacitat és molt comuna entre els insectes, incloses les abelles, que utilitzen aquesta informació per orientar la seva Dansa de les abelles. La sensibilitat a la polarització també ha sigut observada en espècies de pops, calamars, sèpies i pregadéus. El ràpid canvi en la coloració de la pell de la sèpia s'utilitza per la comunicació, polaritzant la llum que es reflecteix sobre seu. El pregadeu és conegut per tenir un teixit reflectant selectiu que polaritza la llum. Fa temps es pensava que la polarització de la llum del cel era percebuda pels coloms i que era una de les ajudes dels Coloms missatgers, però algunes investigacions senyalen que això no és més que un mite popular.
L'ull humà és dèbilment sensible a la polarització, sense necessitat de la intervenció de filtres externs. La llum polaritzada crea un dibuix model molt dèbil a prop del camp visual, anomenat raspall de Haidinger. Aquest dibuix és molt difícil de veure, però amb la pràctica es pot aprendre a descobrir la llum polaritzada a simple vista.

### Geologia
La propietat de la birefringència lineal és comuna a molts minerals cristal·lins i el seu estudi va ajudar a descobrir el fenomen de la polarització. En mineralogia, aquesta propietat és estudiada amb freqüència fent servir microscopis de llum polaritzada, amb l'objectiu d'identificar minerals.

### Química
La polarització és de principal importància en la química degut al dicroisme circular i la rotació del pla de polarització (birefringència circular) mostrada per molècules quirals òpticament actives. Aquesta rotació del pla de polarització pot mesurar-se utilitzant un polarímetre.
La polarització també pot observar-se en l'efecte inductiu o la ressonància dels enllaços o en la influència d'un grup funcional en les propietats elèctriques (per exemple, el moment dipolar d'enllaç) d'un enllaç covalent o d'un àtom.

### Astronomia
En moltes àrees de l'astronomia, l'estudi de la radiació electromagnètica polaritzada de l'espai exterior és de gran importància. Encara que generalment no es produeix en la radiació tèrmica de les estrelles, la polarització està també present en la radiació d'algunes fonts astronòmiques coherents (per exemple, algunes masses de metanol o d'hidròxids), i de fonts incoherents com els grans lòbuls de radi en galàxies actives, i la radiació polsant de ràdio (que s'especula que pugui ser a vegades coherent), i també s'imposa sobre la llum de les estrelles dispersant pols interestel·lar. A banda de l'aportació d'informació sobre les fonts de radiació i dispersió, la polarització també s'utilitza per explorar el Camp magnètic aplicant l'efecte Faraday. La polarització de la Radiació de fons de microones serveix per estudiar la física del principi de l'univers. La radiació de sincrotró està severament polaritzada. També utilitzant un filtre polaritzador, en el Telescopi Infraroig Britànic (UKIRT) s'ha aconseguit per primera vegada veure amb claredat el disc de matèria al voltant d'un Forat negre, diferenciant-lo dels núvols de gas i pols que l'envolten.

### Tecnologia
Les aplicacions tecnològiques de la polarització estan summament esteses. Potser els exemples més comuns de trobar són les pantalles de vidre líquid (display clearblack creats per Nokia, con filtres polaritzats que permeten una millor la visualització de la pantalla en exteriors amb llum natural)(LCD), les ulleres de sol de vidre polaritzat i els filtres polaritzadors utilitzats en fotografia.
Totes les antenes transmissores i receptores de radiofreqüència utilitzen la polarització electromagnètica, especialment en les ones d'un radar. La majoria de les antenes irradien ones polaritzades, ja sigui amb polarització horitzontal, vertical o circular. La polarització vertical és utilitzada més freqüentment quan es desitja irradiar un senyal de ràdio en totes les direccions com en les bases de la telefonia mòbil o les ones de ràdio d'amplitud modulada. No obstant, no sempre s'utilitza la polarització vertical. La televisió normalment utilitza la polarització horitzontal. L'alternança entre polarització vertical i horitzontal s'utilitza en la comunicació per satèl·lit (incloent satèl·lits de televisió) per reduir la interferència entre senyals que tenen un mateix rang de freqüències, tenint en compte la separació reduïda angular entre els satèl·lits.
En enginyeria, la relació entre la tensió i la birefringència motiva l'ús de la polarització per caracteritzar la distribució de tensions i la tensió en els prototips utilitzats la tècnica de la fotoelasticitat. La mostra per analitzar es col·loca entre dos filtres polaritzadors, el primer fa que la llum que passi per la peça a assajar estigui polaritzada, i el segon descompon la llum. És una pràctica molt utilitzada en aplicacions de peces de dues dimensions.
La polarització en l'atmosfera va ser estudiada als anys 1950, navegant prop dels pols del Camp magnètic terrestre quan ni el sol ni les estrelles eren visibles (per exemple en un dia ennuvolat). S'ha suggerit, amb polèmica, que els víkings ja utilitzaven l'espat d'Islàndia per veure la direcció del sol en dies ennuvolats per orientar-se en les seves llargues expedicions a través de l'Atlàntic Nord entre els segles IX i X, abans de l'arribada de la brúixola magnètica a Europa al segle xii. Un dels dispositius més enginyosos de Charles Wheatstone va ser el rellotge polar, exposat a la reunió de la British Association for the Advancement of Science l'any 1848.
La polarització també s'utilitza en les pel·lícules de cinema 3D, on les imatges són projectades, o bé per dos projectors diferents amb filtres de polarització orientats ortogonalment, o bé per un únic aparell que projecta ambdues imatges alternativament amb plans de polarització perpendiculars entre si mitjançant un multiplexor. Les ulleres amb filtres polaritzadors orientats de manera similar als plans de polarització de les imatges projectades asseguren que cada ull rebi només la imatge correcta. De la mateixa manera, aquest efecte també és utilitzat per dur a terme projeccions Estereoscòpiques, ja que no és massa car de produir i permet realitzar visualitzacions d'alt contrast. En ambients on l'espectador es mou, com en simuladors, a vegades s'utilitza la polarització circular. Això permet que la separació de canals (corresponent a cada un dels ulls de l'observador) no es vegi afectada per l'orientació de l'observador. L'efecte 3-D només funciona projectant la imatge sobre una pantalla metàl·lica que manté la polarització dels dos projectors, mentre que la reflexió sobre una pantalla de projecció normal anul·laria l'efecte.

### Art
Diferents artistes visuals han treballat amb la llum polaritzada i materials birefringents per crear imatges vistoses i cambiants. L'artista contemporània més notable és Ausitne Wood Comarow, els seus treballs han estat exposats al Museu de la Ciència de Boston, al Museu d'Història Natural i Ciència de Nou Mèxici a la Cité des Sciencies et de l'Industrie de París. Els treballs de l'artista són fets tallant centenars de petits trossos de cel·lofana i altres pel·lícules birefringents i laminant-les en filtres polaritzadors plans.